# Stillwater (filme)
Stillwater (bra: Stillwater ou Stillwater: Em Busca da Verdade) é um filme de drama policial americano de 2021 realizado por Tom McCarthy, a partir de um roteiro que coescreveu com Marcus Hinchey, Thomas Bidegain e Noé Debré. É protagonizado por Matt Damon, Camille Cottin e Abigail Breslin.
A sua estreia mundial teve lugar no Festival de Cinema de Cannes a 8 de julho de 2021. O seu lançamento está agendado para 30 de julho de 2021, pela Focus Features.

## Enredo
Bill Baker (Matt Damon), um operário petrolífero em Stillwater, Oklahoma, fica sabendo que a sua filha, Allison (Abigail Breslin), enquanto estudava há um ano em Marselha, foi falsamente detida e aguarda julgamento, acusada de assassinar a sua amiga e parceira Lina. Ele viaja para lá para visitá-la na prisão e descobre que ela quase esgotou as suas opções legais. Ele muda-se permanentemente para França e luta para limpar o nome da filha, enfrentando a barreira linguística, diferenças culturais e um sistema jurídico complexo e desconhecido baseado no código penal francês. Ele é ajudado por uma mulher francesa, Virginie (Cottin), e pela sua filha Maya de oito anos. À medida que a pressão aumenta, ele tem de decidir até onde está disposto a continuar.

## Elenco
- Matt Damon como Bill Baker
- Abigail Breslin como Allison Baker
- Camille Cottin como Virginie
- Lilou Siauvaud como Maya
- Deanna Dunagan como Sharon

## Produção
Foi anunciado em julho de 2019 que Tom McCarthy seria responsável por escrever e dirigir do filme, com Matt Damon como protagonista. Abigail Breslin foi adicionada ao elenco no final do mês e as filmagens tiveram início em agosto de 2019. Camille Cottin foi adicionada ao elenco em setembro. Mychael Danna compôs a banda sonora do filme. O filme foi filmado em Oklahoma e Marselha.

## Lançamento
O filme estreou mundialmente no Festival de Cinema de Cannes em 8 de Julho de 2021. O seu lançamento nos cinemas está previsto para 30 de julho de 2021, nos Estados Unidos. O seu lançamento estava previamente previsto para 6 de Novembro de 2020, mas foi posteriormente retirado da programação devido à pandemia de COVID-19.

## Crítica
No agregador de críticas Rotten Tomatoes, o filme mantém um índice de aprovação de 85% com base em 20 comentários, com uma classificação média de 6,6/10. O consenso dos críticos do site diz: "Stillwater não é perfeito, mas sua abordagem cuidadosa de temas inteligentes, aliada aos desempenhos fortes dos seus protagonistas, dão a este oportuno drama uma força construtiva constante." No Metacritic, o filme tem uma pontuação média ponderada de 59 em 100, com base na opinião de 13 críticos, o que resulta em "críticas mistas ou médias."